# سميراء
 سميراء  تبعد عن مدينة حائل حوالي 120 كلم، وهي من أقدم البلدات في المنطقة ويوجد في المدينة مستشفى حكومي وبعض الكليات التابعة لجامعة حائل وبلدية وأمارة ومركز شرطة ودفاع مدني ومرور ومركز اشراف رجالي ونسائي وبريد ومرافق حكومية أخرى وهي تعد من أهم المدن التابعة لأقليم قفار الذي يُعد من مراكز قبائل بني تميم ومرابعهم، قال أبو عبيد البكري في معجم ما استعجم: « سميراء بفتح أوّله وكسر ثانيه، ممدود على وزن فعيلاء: موضع بين البصرة ومكّة».

## الموقع الجغرافي
هي إحدى المدن التي تقع في الجنوب الشرقي على خط الطول 26 درجة 44 55 شمالا وخط العرض 42 درجة 6 55 شرقا وعلى ارتفاع 1970 قدم فوق مستوى سطح البحر. وتبلغ مساحتها حوالي 15000 كم مربع تقريباً ويتبع المدينة العديد من القرى والهجر.

## السكان
يقدر عدد سكان سميراء حوالي 12000 نسمة تقريباً.

## التسمية والتاريخ
سُمَّيت بهذا الاسم لسمرة الجبل الواقع إلى الجنوب الغربي منها جبل واردات وقيل بل أنها سميت بسميراء بن عاد فأخذت اسمها منه الاميراء وسميه وهي في الأصل وادٍ شهير ذكر في التاريخ العربي وكانت مركز استقرار قديم وشهدت عدداً من وقائع أسد مع تميم ويضاف إلى سميراء لشهرتها قديماً ما حولها من الأودية والجبال والمناهل كجبل حِبْشي الأثري والتيّن والربائع وغسل وقطن ذي المنهل الشهير بعذوبة الماء به.
قال المهلهل
ياليت القبرالجبر ينبلج عن كليب.. ويشوف الطرد في وادي سميراء..
يمين غسـل ويسـار واردات.. بوادي الدوح لك تال الزحيـرا
بلغت سرايا الرسول صلى الله عليه وسلم أرض سميراء كسرية عُكاشة بن محصن الأسدي إلى غمر مرزوق والرسول صلى الله عليه وسلم أرسل سرية في السنة الرابعة للهجرة بقيادة أبي سلمة أغار بها على بني أسد بالقرب من سميراء، وأصبحت سميراء محطة مشهورة في طريق الحج المكي الكوفي في الإسلام ولها ذكر في حروب الردَّة وفي العنّابة بسميراء نزل الحسين بن علي على مساور الأسدي وهو في طريقه إلى العراق. وفي خوِّ بأرض سميراء مات صيّاد الفوارس الفارس العربي الشهير ورثته ابنته آمنه بأبياتٍ استنتج بعض الباحثين منها ما يدل على عبادة بعض العرب في جاهليتهم للشمس.